# Hodonice (Morávia do Sul)
Hodonice é uma comuna checa localizada na região de Morávia do Sul, distrito de Znojmo.